# Volt Griechenland
Volt Griechenland (griechisch Βολτ Ελλάδας) ist eine sozialliberale politische Partei in Griechenland und der griechische Ableger von Volt Europa.

Nationale Sektionen von Volt Europa mit Grenzen der Europäischen Union in rot

## Geschichte
Volt Griechenland wurde 2018 gegründet. Im Juli 2022 wählte die Gruppe ihr erstes Exekutivsekretariat und eine Ethikkommission, die die Gründung der Partei vorbereiten sollten. Am 4. Oktober 2022 wurde die Partei offiziell registriert und wurde die 18. registrierte Partei von Volt Europa.
Im Dezember 2022 gründete Volt das politische Bündnis Prasino+Mov (ΠΡΑΣΙΝΟ & ΜΩΒ ‚Grün & Lila‘) zusammen mit den Parteien Ikologia – Prasini Lysi, Grüne (Griechenland) (Πράσινοι), Piratenpartei Griechenlands, Prasini – Allilengyi (Πράσινοι - Αλληλεγγύη), der Partei für die Tiere (Κόμμα για τα Ζώα) und der ökofeministischen Bewegung Kyklos.
Am 11. und 12. März hielt die Partei ihren ersten Gründungskongress in Athen ab und wählte Nikolas Fournarakis und Theodora Famprikezi zu Ko-Vorsitzenden sowie Konstantinos Kalafatakis zum Generalsekretär.
Die Partei plante bei den nationalen Parlamentswahlen im Mai 2023 gemeinsam mit dem Bündnis Prasino+Mov anzutreten. Das Bündnis wurde jedoch vom Obersten Gerichtshof von der Wahl wegen fehlenden Unterlagen ausgeschlossen. Bei den Parlamentswahlen im Juni 2023 wurde das Bündnis Bündnis Prasino+Mov zur Wahl zugelassen und nahm mit 259 Kandidaten in 59 Wahlbezirken teil (51 von Volt), womit Volt erstmals an einer Wahl in Griechenland teilnahm. Das Bündnis erreichte 0,31 % der Stimmen. Am 12. Juli 2023 gab die Partei den Beschluss bekannt, das Bündnis Prasino+Mov zu verlassen.
Bei den Regional- und Kommunalwahlen 2023 unterstützte die Partei offiziell Listen in Athen, Pylea-Chortiatis (mit eigenem Bürgermeisterkandidat), Thessaloniki, Patras, Larisa und Zentralmakedonien. Insgesamt erhielt Volt 5 Mandate. Im Gemeinderat von Athen erhielt die Partei einen Sitz, dazu zwei weitere im siebten Bezirk der Stadt. Außerdem jeweils einen Sitz in Pylea-Chortiatis und Spata-Artemida. Im Dezember 2023 wurde die Volt-Gemeinderätin Olga Dourou zur stellvertretenden Bürgermeisterin von Athen gewählt. Damit ist sie nach Federica Vinci in Isernia, die zweite bei Volt Europa und die erste in ihrer Partei mit einem solchen Amt.
Bei der Europawahl 2024 traten Kandidaten der Partei auf der Liste von KOSMOS an.

## Programmatik
Als Teil des europäischen Netzwerks verfolgt Volt Griechenland in vielen Politikbereichen wie Klimawandel, Energiekrise oder der COVID-19-Pandemie einen gesamteuropäischen Ansatz.

### Europäische Reform
Die Partei strebt die Schaffung einer europäischen Föderation mit geostrategischer Autonomie an.
Volt will das Europäische Parlament stärken, einen von den europäischen Bürgern gewählten Präsidenten und eine einheitliche europäische Regierung mit einem Premierminister an der Spitze, mit gemeinsamen Außen-, Finanz- und Wirtschaftsministerien und einer europäischen Armee.

### Sozial- und Gesundheitspolitik
Volt möchte, dass die Arbeitslosenunterstützung nur schrittweise gekürzt wird, sobald jemand einen Arbeitsplatz gefunden hat. Damit soll der Anreiz zur Arbeit erhöht und die Schwarzarbeit verringert werden. Ein universelles Grundeinkommen soll schrittweise eingeführt werden, um die Armut zu verringern, und es soll ein dezentralisiertes universelles Gesundheitssystem für alle Einwohner des Landes geschaffen werden.
Kinderbetreuungseinrichtungen sollen landesweit eingeführt werden. Ungleichheiten aufgrund von Geschlecht, sexueller Orientierung, Geschlechtsidentität, Religion und Herkunft sollen bekämpft werden.

### Wirtschaft
Die Partei will die griechische Wirtschaft modernisieren und strebt die Schaffung von mehr Arbeitsplätzen mit hoher Wertschöpfung an. Ziel ist es, die Produktivität zu steigern und die Arbeitslosenquote auf unter 5 % zu senken. Die Rolle der Europäischen Zentralbank soll auf die Bekämpfung der Arbeitslosigkeit ausgeweitet werden. Durch die Nutzung alternativer Energiequellen und -technologien soll die Wirtschaft gefördert werden und Griechenland von der grünen Transformation profitieren.

### Bildung
Volt zielt darauf ab, die Autonomie der schulischen Einrichtungen in administrativer, finanzieller, pädagogischer und akademischer Hinsicht zu stärken.
Die Verwaltungsstruktur des Bildungsministeriums soll dezentralisiert und seine zentralen und regionalen Abteilungen einer Leistungsbewertung unterzogen werden.

### Digitalisierung
Die Partei unterstützt den Einsatz von Open-Source-Software als Instrument eines transparenten Staates und will das staatliche System und die Verwaltung digitalisieren.
Das Grundrecht des (digitalen) Briefgeheimnisses soll gestärkt werden.

### Umwelt- und Klimaschutz
Volt strebt eine deutliche Reduzierung der Treibhausgasemissionen um die Folgen des Klimawandels zu reduzieren. Importierte Produkte sollen mit einer Kohlenstoffsteuer belegt werden, um auch Emissionssenkungen in anderen Regionen der Welt zu erreichen. In den öffentlichen Verkehr soll massiv investiert werden, um Emissionssenkungen im Verkehrssektor zu erreichen. Außerdem soll der Energiesektor durch Investitionen in erneuerbare Energiequellen und Speicher umgebaut werden. Die Partei strebt dazu ein grünes Wachstum in Verbindung mit der Energiewende, dem Schutz der Artenvielfalt und einem nachhaltigen Umweltmanagement an.

### Zuwanderung und Asylpolitik
Die Partei setzt sich für eine kontrollierte Aufnahme von Migranten und Flüchtlingen und deren Integration ein, um dem demografischen Problem Griechenlands zu begegnen.

### Transparenz und Staatswesen
Volt will gegen die Parteivereinnahmung und Klientelismus innerhalb des Staatsapparats vorgehen um soziale Ungleichheit zu bekämpfen und die Wirtschaft zu stärken.

## Organisation

### Parteiführung
Die Ko-Vorsitzenden und der Generalsekretär werden direkt von den Parteimitgliedern auf einer Generalversammlung gewählt. Die Satzung schreibt unterschiedliche Geschlechteridentitäten für die Vorsitzenden vor. Außerdem dürfen die Vorsitzenden keine Regierungsämter innehaben. Auf dem Gründungskongress der Partei im März 2023 wurden Nikolas Fournarakis und Theodora Famprikezi zu Ko-Vorsitzende der Partei gewählt. Im April 2024 folgten Electra Rome Dochtsi und Evangelos Liaras als Vorsitzende. Dochtsi ist die erste Transfrau, die einer griechischen Partei vorsitzt.

### Exekutivausschuss
Es gibt einen achtköpfigen Exekutivausschuss (die Ko-Vorsitzenden und der Generalsekretär nehmen von Amts wegen voll an diesem Gremium teil, wodurch sich die Zahl der Mitglieder auf elf erhöht), der für die Umsetzung und Verwaltung der Beschlüsse der Generalversammlung und des Zentralkomitees der Partei zuständig ist.

### Zentralkomitee
Der Vorstand ist die Exekutive eines größeren Leitungsgremiums der Partei (30 Mitglieder, wobei die Ko-Präsidenten und der Generalsekretär diesem Gremium von Amts wegen voll angehören, so dass sich die Zahl der Mitglieder auf 33 erhöht), des Zentralkomitees, das als oberstes Entscheidungsgremium von Volt Griechenland nach den Generalversammlungen gilt. Die Mitglieder des Zentralkomitees werden direkt von den Parteimitgliedern auf einer Generalversammlung gewählt. Die 8 Mitglieder des Zentralkomitees, die bei den Wahlen die meisten Stimmen erhalten, sichern sich einen Platz im Exekutivrat.

### Ethikrat – Gremium zur Konfliktlösung und zur Verwaltung der Humanressourcen
Der siebenköpfige Ethikrat überwacht die Einhaltung der Satzung, der Geschäftsordnung, des Verhaltenskodex, der Beschlüsse der Generalversammlungen, des Zentralkomitees, des Exekutivausschusses und der Parteiführung. Er dient auch als Konfliktlösungsgremium und erleichtert die ordnungsgemäße Verwaltung der parteiinternen Humanressourcen. Die Mitglieder des Ethikrates werden direkt von den Parteimitgliedern auf einer Generalversammlung gewählt.

### Finanzen
Die Partei finanziert sich aus Mitgliedsbeiträgen.

### Verhältnis zu anderen Organisationen
Volt Griechenland ist Mitgliedsorganisation der Bewegung Volt Europa.
Gemeinsam mit andren Parteien gründete die Partei politische Bündnis Prasino+Mov, trat aus diesem aber im Juli 2023 aus.